# Lista de vice-governadores de Pernambuco
Esta é uma lista de vice-governadores do estado de Pernambuco no pós-Estado Novo.

## Vice-governadores
| N°  | Vice-governador (a)            | Imagem                                       | Partido                          | Partido                                          | Governador                  | Início do Mandato                               | Fim do Mandato                                  | Notas | Ref.          |
| --- | ------------------------------ | -------------------------------------------- | -------------------------------- | ------------------------------------------------ | --------------------------- | ----------------------------------------------- | ----------------------------------------------- | --- | ------------- |
| 1°  | Otávio Correia de Araújo       |                                              |                                  | Partido Trabalhista Brasileiro PTB               | Cordeiro de Farias          | 23 de maio de 1957                              | 14 de novembro de 1958                          | Vice-governador eleito pela Assembleia Legislativa de Pernambuco. | [ 1 ] [ 2 ]   |
| 2°  | Pelópidas da Silveira          |                                              |                                  | Partido Socialista Brasileiro PSB                | Cid Sampaio                 | 15 de dezembro de 1959                          | 31 de janeiro de 1963                           | Eleito vice-governador em 1958, recusou-se a assumir o mandato até que se realizassem eleições para prefeito do Recife, cargo até então ocupado por Silveira. | [ 3 ]         |
| 3°  | Paulo Pessoa Guerra            |                                              |                                  | Partido Social Democrático PSD                   | Miguel Arraes (PSD)         | 31 de janeiro de 1963                           | 2 de abril de 1964                              | Vice-governador eleito em sufrágio universal. | [ 4 ] [ 5 ]   |
|     | Cargo Vago                     | Cargo Vago                                   | Cargo Vago                       | Cargo Vago                                       | Paulo Pessoa Guerra (ARENA) | 2 de abril de 1964                              | 31 de janeiro de 1967                           | Eleito vice-governador em 1962, assumiu o cargo de governador titular do estado após a deposição do então titular Miguel Arraes pelo Golpe Militar de 1964. |               |
| 4°  | Salviano Machado Filho         |                                              |                                  | Aliança Renovadora Nacional ARENA                | Nilo Coelho                 | 31 de janeiro de 1967                           | 15 de março de 1971                             | Vice-governador eleito pela Assembleia Legislativa de Pernambuco. | [ 6 ]         |
| 5°  | José Antônio Barreto Guimarães |                                              |                                  | Aliança Renovadora Nacional ARENA                | Eraldo Gueiros              | 15 de março de 1971                             | 15 de março de 1975                             | Vice-governador eleito pela Assembleia Legislativa de Pernambuco. | [ 7 ]         |
| 6°  | Paulo Gustavo de Araújo Cunha  |                                              |                                  | Aliança Renovadora Nacional ARENA                | Moura Cavalcanti            | 15 de março de 1975                             | 15 de março de 1979                             | Vice-governador eleito pela Assembleia Legislativa de Pernambuco. | [ 8 ]         |
| 7°  | Roberto Magalhães Melo         |                                              |                                  | Aliança Renovadora Nacional ARENA                | Marco Maciel (ARENA/PDS)    | 15 de março de 1979                             | 14 de maio de 1982                              | Vice-governador eleito pela Assembleia Legislativa de Pernambuco. | [ 9 ]         |
| 7°  | Roberto Magalhães Melo         | Partido Democrático Social PDS               |                                  |                                                  | Marco Maciel (ARENA/PDS)    | 15 de março de 1979                             | 14 de maio de 1982                              | Vice-governador eleito pela Assembleia Legislativa de Pernambuco. | [ 9 ]         |
| -   | Cargo Vago                     | Cargo Vago                                   | Cargo Vago                       | Cargo Vago                                       | José Muniz Ramos (PDS)      | 15 de maio de 1982                              | 14 de março de 1983                             | Vacância do cargo em decorrência da renúncia do vice-governador titular Roberto Magalhães, que abdicou do mandato para concorrer ao Governo de Pernambuco bem como do governador titular Marco Maciel para concorrer uma vaga no Senado Federal, no cargo estava o presidente da Assembleia Legislativa. |               |
| 8°  | Gustavo Krause                 |                                              |                                  | Partido Democrático Social PDS                   | Roberto Magalhães (PDS)     | 15 de março de 1983                             | 14 de maio de 1986                              | Vice-governador eleito pela Assembleia Legislativa de Pernambuco. | [ 10 ]        |
| 8°  | Gustavo Krause                 | Partido da Frente Liberal PFL                |                                  |                                                  | Roberto Magalhães (PDS)     | 15 de março de 1983                             | 14 de maio de 1986                              | Vice-governador eleito pela Assembleia Legislativa de Pernambuco. | [ 10 ]        |
| -   | Cargo Vago                     | Cargo Vago                                   | Cargo Vago                       | Cargo Vago                                       | Gustavo Krause (PFL)        | 15 de maio de 1986                              | 14 de março de 1987                             | Vacância do cargo em decorrência da renúncia do governador titular Roberto Magalhães, que abdicou do mandato para concorrer uma vaga no Senado Federal. |               |
| 9°  | Carlos Wilson                  |                                              |                                  | Partido do Movimento Democrático Brasileiro PMDB | Miguel Arraes (PMDB)        | 15 de março de 1987                             | 1º de abril de 1990                             | Vice-governador eleito em sufrágio universal. | [ 11 ]        |
| 9°  | Carlos Wilson                  | Partido da Social Democracia Brasileira PSDB |                                  |                                                  | Miguel Arraes (PMDB)        | 15 de março de 1987                             | 1º de abril de 1990                             | Vice-governador eleito em sufrágio universal. | [ 11 ]        |
| -   | Cargo Vago                     | Cargo Vago                                   | Cargo Vago                       | Cargo Vago                                       | Carlos Wilson (PSDB)        | 2 de abril de 1990                              | 14 de março de 1991                             | Vacância do cargo em decorrência da renúncia do governador titular Miguel Arraes, que abdicou do mandato para concorrer uma vaga na Câmara dos Deputados. |               |
| 10° | Roberto Fontes                 |                                              |                                  | Partido da Reconstrução Nacional PRN             | Joaquim Francisco (PFL)     | 15 de março de 1991                             | 1º de janeiro de 1995                           | Vice-governador eleito em sufrágio universal. | [ 12 ] [ 13 ] |
| 10° | Roberto Fontes                 | Partido da Frente Liberal PFL                |                                  |                                                  | Joaquim Francisco (PFL)     | 15 de março de 1991                             | 1º de janeiro de 1995                           | Vice-governador eleito em sufrágio universal. | [ 12 ] [ 13 ] |
| 11° | Jorge José Gomes               |                                              |                                  | Partido Socialista Brasileiro PSB                | Miguel Arraes (PSB)         | 1º de janeiro de 1995                           | 1º de janeiro de 1999                           | Vice-governador eleito em sufrágio universal. | [ 14 ]        |
| 12° | Mendonça Filho                 |                                              |                                  | Partido da Frente Liberal PFL                    | Jarbas Vasconcelos (PMDB)   | 1º de janeiro de 1999                           | 1º de janeiro de 2003                           | Vice-governador eleito em sufrágio universal. | [ 15 ]        |
| 12° | Mendonça Filho                 | 1º de janeiro de 2003                        | 31 de março de 2006              | Partido da Frente Liberal PFL                    | Jarbas Vasconcelos (PMDB)   | Vice-governador reeleito em sufrágio universal. |                                                 | | [ 15 ]        |
| -   | Cargo Vago                     | Cargo Vago                                   | Cargo Vago                       | Cargo Vago                                       | Mendonça Filho (PFL)        | 1° de abril de 2006                             | 31 de dezembro de 2006                          | Vacância do cargo em decorrência da renúncia do governador titular Jarbas Vasconcelos, que abdicou do mandato para concorrer uma vaga no Senado Federal. |               |
| 13° | João Lyra Neto                 |                                              |                                  | Partido Democrático Trabalhista PDT              | Eduardo Campos (PSB)        | 1º de janeiro de 2007                           | 1º de janeiro de 2011                           | Vice-governador eleito em sufrágio universal. |               |
| 13° | João Lyra Neto                 |                                              | Partido Socialista BrasileiroPSB | 1º de janeiro de 2011                            | Eduardo Campos (PSB)        | 4 de abril de 2014                              | Vice-governador reeleito em sufrágio universal. | |               |
| -   | Cargo Vago                     | Cargo Vago                                   | Cargo Vago                       | Cargo Vago                                       | João Lyra Neto (PSB)        | 5 de abril de 2014                              | 31 de dezembro de 2014                          | Vacância do cargo em decorrência da renúncia do governador titular, que abdicou do mandato para concorrer a Presidência da República. |               |
| 14° | Raul Henry                     |                                              |                                  | Partido do Movimento Democrático Brasileiro PMDB | Paulo Câmara (PSB)          | 1º de janeiro de 2015                           | 1º de janeiro de 2019                           | Vice-governador eleito em sufrágio universal. | [ 16 ]        |
| 15ª | Luciana Santos                 |                                              |                                  | Partido Comunista do Brasil PCdoB                | Paulo Câmara (PSB)          | 1º de janeiro de 2019                           | 1º de janeiro de 2023                           | Vice-governadora eleita em sufrágio universal. | [ 17 ]        |
| 16ª | Priscila Krause                |                                              |                                  | Cidadania                                        | Raquel Lyra (PSDB/PSD)      | 1º de janeiro de 2023                           | Em exercício                                    | Vice-governadora eleita em sufrágio universal. |               |
| 16ª | Priscila Krause                | Partido da Social Democracia Brasileira PSDB |                                  |                                                  | Raquel Lyra (PSDB/PSD)      | 1º de janeiro de 2023                           | Em exercício                                    | Vice-governadora eleita em sufrágio universal. |               |

## Eleições
- Eleições estaduais em Pernambuco em 1945
- Eleições estaduais em Pernambuco em 1947
- Eleições estaduais em Pernambuco em 1950
- Eleições estaduais em Pernambuco em 1952
- Eleições estaduais em Pernambuco em 1954
- Eleições estaduais em Pernambuco em 1958
- Eleições estaduais em Pernambuco em 1962
- Eleições estaduais em Pernambuco em 1965
- Eleições estaduais em Pernambuco em 1966
- Eleições estaduais em Pernambuco em 1970
- Eleições estaduais em Pernambuco em 1974
- Eleições estaduais em Pernambuco em 1978
- Eleições estaduais em Pernambuco em 1982
- Eleições estaduais em Pernambuco em 1986
- Eleições estaduais em Pernambuco em 1990
- Eleições estaduais em Pernambuco em 1994
- Eleições estaduais em Pernambuco em 1998
- Eleições estaduais em Pernambuco em 2002
- Eleições estaduais em Pernambuco em 2006
- Eleições estaduais em Pernambuco em 2010
- Eleições estaduais em Pernambuco em 2014
- Eleições estaduais em Pernambuco em 2018
- Eleições estaduais em Pernambuco em 2022